# Герман Гоффманн
Герман Гоффманн (нім. Hermann Hoffmann; 27 квітня 1921, Ганновер — ?) — німецький офіцер-підводник, оберлейтенант-цур-зее крігсмаріне.

## Біографія
16 вересня 1939 року вступив на флот. З 7 квітня по 28 вересня 1941 року пройшов курс підводника. 1 жовтня 1941 року направлений на будівництво підводного човна U-172. З 5 листопада 1941 року — 2-й, з 29 грудня 1942 року — 1-й вахтовий офіцер на U-172, на якому вязв участь у п'яти походах. З 16 вересня по 17 жовтня 1943 року пройшов курс підводника. З 1 листопада 1943 року — командир U-172. 22 листопада вийшов у свій перший і останній похід. 13 грудня U-172 був потоплений в Центральній Атлантиці західніше Канарських островів (26°29′ пн. ш. 29°58′ зх. д.) глибинними бомбами та торпедами бомбардувальників «Евенджер» і «Вайлдкет» з ескортного авіаносця ВМС США «Боуг» та глибинними бомбами американських міноносців «Джордж Баджер», «Клемсон», «Осмонд Інгрем» і «Дюпон». 13 членів екіпажу загинули, 46 (включаючи Гоффманна) були врятовані і взяті в полон. 1 листопада 1982 року Гоффманн ще був живий.

## Звання
- Кандидат в офіцери (16 вересня 1939)
- Морський кадет (1 лютого 1940)
- Фенріх-цур-зее (1 липня 1940)
- Оберфенріх-цур-зее (1 липня 1941)
- Лейтенант-цур-зее (1 березня 1942)
- Оберлейтенант-цур-зее (1 жовтня 1943)

## Нагороди
- Нагрудний знак підводника (22 липня 1942)
- Залізний хрест
  - 2-го класу (27 грудня 1942)
  - 1-го класу (18 квітня 1943)